# Pseudocephalozia paludicola
Pseudocephalozia paludicola är en bladmossart som beskrevs av Rudolf Mathias Schuster. Pseudocephalozia paludicola ingår i släktet Pseudocephalozia och familjen Lepidoziaceae. Inga underarter finns listade i Catalogue of Life.